# Alan Hume
Alan Hume (Londra, 16 ottobre 1924 – Chalfont St. Giles, 13 luglio 2010) è stato un direttore della fotografia britannico.
Iniziò la sua carriera nel cinema nei primi anni quaranta, dapprima come addetto ai ciak, poi come assistente operatore. Chiamato sotto le armi durante la seconda guerra mondiale, fece parte dell'unità fotografica della Royal Navy. Nel dopoguerra fu assistente alla fotografia e poi primo operatore, prima di intraprendere principalmente, dagli anni sessanta, la carriera di direttore della fotografia.
Ha preso parte a 20 dei 31 film della serie Carry On, diretti da Gerald Thomas e prodotti da Peter Rogers: i primi quattro come operatore (La grande s...parata (Carry on Sergeant), Carry On Nurse, Carry On Teacher e Carry On Constable), i successivi come direttore della fotografia, a partire da Carry on Regardless (1960), seguito poi da Carry On Cruising (1962), Carry On Cabby (1963), Gli allegri ammutinati del Bounty (Carry On Jack, 1963), Carry On Spying (1964), Ehi Cesare, vai da Cleopatra? Hai chiuso... (Carry On Cleo, 1964), Carry On Cowboy (1965), Carry On Screaming! (1966), Don't Lose Your Head (1966), Follow That Camel (1967), Carry On Doctor (1967), Carry On Henry (1971), Ragazze in camera (Carry On Abroad, 1972), Carry On Girls (1973), Carry On Emmannuelle (1978) e Carry On Columbus (1992), oltre alle serie tv tratte dai film, Carry On Laughing e What on Carry On.
Tra gli altri film in cui è stato direttore della fotografia, Il ritorno dello Jedi, Un pesce di nome Wanda, Shirley Valentine - La mia seconda vita, oltre ad alcuni film di James Bond: Solo per i tuoi occhi, Octopussy - Operazione piovra e 007 - Bersaglio mobile.
Nel 1998 si ritirò a vita privata e nel 2004 scrisse un'autobiografia: A Life Through the Lens: Memoirs of a Film Cameraman.
Tutti e quattro i figli avuti dalla moglie Sheila hanno poi lavorato nel mondo del cinema.

## Filmografia

### Cinema
- La vergine di ferro (The Iron Maiden), regia di Gerald Thomas (1962)
- Il mistero del castello (The Kiss of the Vampire), regia di Don Sharp (1963)
- Le cinque chiavi del terrore (Dr. Terror's House of Horrors), regia di Freddie Francis (1965)
- Carry On Cowboy, regia di Gerald Thomas (1965)
- I cinque disperati duri a morire (The Last Grenade), regia di Gordon Flemyng (1970)
- Zeppelin, regia di Étienne Périer (1971)
- Carry On Henry, regia di Gerald Thomas (1971)
- Dopo la vita (The Legend of Hell House), regia di John Hough (1973)
- La bottega che vendeva la morte (From Beyond the Grave), regia di Kevin Connor (1974)
- La terra dimenticata dal tempo (The Land That Time Forgot), regia di Kevin Connor (1975)
- Operazione casinò d'oro (Cleopatra Jones and the Casino of Gold), regia di Charles Bail (1975)
- Centro della Terra: continente sconosciuto (At the Earth's Core), regia di Kevin Connor (1976)
- Gli uomini della terra dimenticata dal tempo (The People That Time Forgot), regia di Kevin Connor (1977)
- Le 7 città di Atlantide (Warlords of Atlantis), regia di Kevin Connor (1978)
- Il testamento (The Legacy), regia di Richard Marquand (1978)
- Avventura araba (Arabian Adventure), regia di Kevin Connor (1979)
- L'isola della paura (Bear Island), regia di Don Sharp (1979)
- La nascita dei Beatles (Birth of The Beatles), regia di Richard Marquand (1979)
- Gli occhi del parco (The Watcher in the Woods), regia di John Hough (1980)
- Il cavernicolo (Caveman), regia di Carl Gottlieb (1981)
- Solo per i tuoi occhi (For Your Eyes Only), regia di John Glen (1981)
- La cruna dell'ago (Eye of the Needle), regia di Richard Marquand (1981)
- Il ritorno dello Jedi (Return of the Jedi), regia di Richard Marquand (1983)
- Octopussy - Operazione piovra (Octopussy), regia di John Glen (1983)
- Supergirl - La ragazza d'acciaio (Supergirl), regia di Jeannot Szwarc (1984)
- 007 - Bersaglio mobile (A View to a Kill), regia di John Glen (1985)
- Space Vampires (Lifeforce), regia di Tobe Hooper (1985)
- A 30 secondi dalla fine (Runaway Train), regia di Andrej Končalovskij (1985)
- Un pesce di nome Wanda (A Fish Called Wanda), regia di Charles Crichton (1988)
- Senza indizio (Without a Clue), regia di Thom Eberhardt (1988)
- Shirley Valentine - La mia seconda vita (Shirley Valentine), regia di Lewis Gilbert (1989)
- Priorità assoluta (Eve of Destruction), regia di Duncan Gibbins (1991)
- A scuola di ballo (Stepping Out), regia di Lewis Gilbert (1991)
- Come una donna (Just like a Woman), regia di Christopher Monger (1992)

### Televisione
- John and Yoko: A Love Story, regia di Sandor Stern - film TV (1985)
- Una povera ragazza ricca - La storia di Barbara Hutton (Poor Little Rich Girl: The Barbara Hutton Story) - miniserie TV (1987)
- La vera storia di Jack lo squartatore (Jack the Ripper) - miniserie TV, 2 puntate (1988)
- Il decimo uomo (The Tenth Man), regia di Jack Gold - film TV (1988)
- Arma segreta (Secret Weapon), regia di Ian Sharp - film TV (1990)